# Petit-Croix
Petit-Croix est une commune française située dans le département du Territoire de Belfort, la région culturelle et historique de Franche-Comté et la région administrative Bourgogne-Franche-Comté. 
Elle est administrativement rattachée au canton de Fontaine. Ses habitants sont appelés les Petitcruciens.

## Géographie
Le village est situé en bordure de la voie de chemin de fer reliant Belfort à Mulhouse. Depuis 2011, il est le lieu de raccordement de cette voie et de la ligne du TGV Rhin-Rhône, qui passe entre Fontenelle et Petit-Croix.
Le territoire de la commune s'étend sur 379 ha, il est traversé par la Madeleine, petite rivière qui prend sa source dans le massif des Vosges. Le village est à 346 m d'altitude.
La partie ancienne du village est composée de fermes bicentenaires, dont certaines portent encore des colombages. Elles s'étendent le long de la départementale 28 qui relie Pérouse à Montreux-Château. Construit beaucoup plus récemment, le lotissement Pégoud se trouve à l'est du village, vers Montreux-Château. Il est composé de maisons récentes.

### Climat
Pour des articles plus généraux, voir Climat de la Bourgogne-Franche-Comté et Climat du Territoire de Belfort.
En 2010, le climat de la commune est de type climat des marges montargnardes, selon une étude du Centre national de la recherche scientifique s'appuyant sur une série de données couvrant la période 1971-2000. En 2020, Météo-France publie une typologie des climats de la France métropolitaine dans laquelle la commune est exposée à un climat semi-continental et est dans la région climatique  Vosges, caractérisée par une pluviométrie très élevée (1 500 à 2 000 mm/an) en toutes saisons et un hiver rude (moins de 1 °C). 
Pour la période 1971-2000, la température annuelle moyenne est de 9,7 °C, avec une amplitude thermique annuelle de 17,5 °C. Le cumul annuel moyen de précipitations est de 1 069 mm, avec 11,6 jours de précipitations en janvier et 10,3 jours en juillet. Pour la période 1991-2020, la température moyenne annuelle observée sur la station météorologique de Météo-France la plus proche, « Novillard_sapc », sur la commune de Novillard à 1 km à vol d'oiseau, est de 10,7 °C et le cumul annuel moyen de précipitations est de 909,2 mm. 
La température maximale relevée sur cette station est de 38 °C, atteinte le 4 août 2022 ; la température minimale est de −18,1 °C, atteinte le 20 décembre 2009,,. 
Les paramètres climatiques de la commune ont été estimés pour le milieu du siècle (2041-2070) selon différents scénarios d'émission de gaz à effet de serre à partir des nouvelles projections climatiques de référence DRIAS-2020. Ils sont consultables sur un site dédié publié par Météo-France en novembre 2022.

## Urbanisme

### Typologie
Au 1er janvier 2024, Petit-Croix est catégorisée commune rurale à habitat dispersé, selon la nouvelle grille communale de densité à sept niveaux définie par l'Insee en 2022.
Elle est située hors unité urbaine. Par ailleurs la commune fait partie de l'aire d'attraction de Belfort, dont elle est une commune de la couronne,. Cette aire, qui regroupe 91 communes, est catégorisée dans les aires de 50 000 à moins de 200 000 habitants,.

### Occupation des sols
L'occupation des sols de la commune, telle qu'elle ressort de la base de données européenne d’occupation biophysique des sols Corine Land Cover (CLC), est marquée par l'importance des territoires agricoles (66,8 % en 2018), une proportion identique à celle de 1990 (66,8 %). La répartition détaillée en 2018 est la suivante : 
forêts (26,2 %), terres arables (25,8 %), zones agricoles hétérogènes (22,8 %), prairies (18,2 %), zones urbanisées (7 %). L'évolution de l’occupation des sols de la commune et de ses infrastructures peut être observée sur les différentes représentations cartographiques du territoire : la carte de Cassini (XVIIIe siècle), la carte d'état-major (1820-1866) et les cartes ou photos aériennes de l'IGN pour la période actuelle (1950 à aujourd'hui).

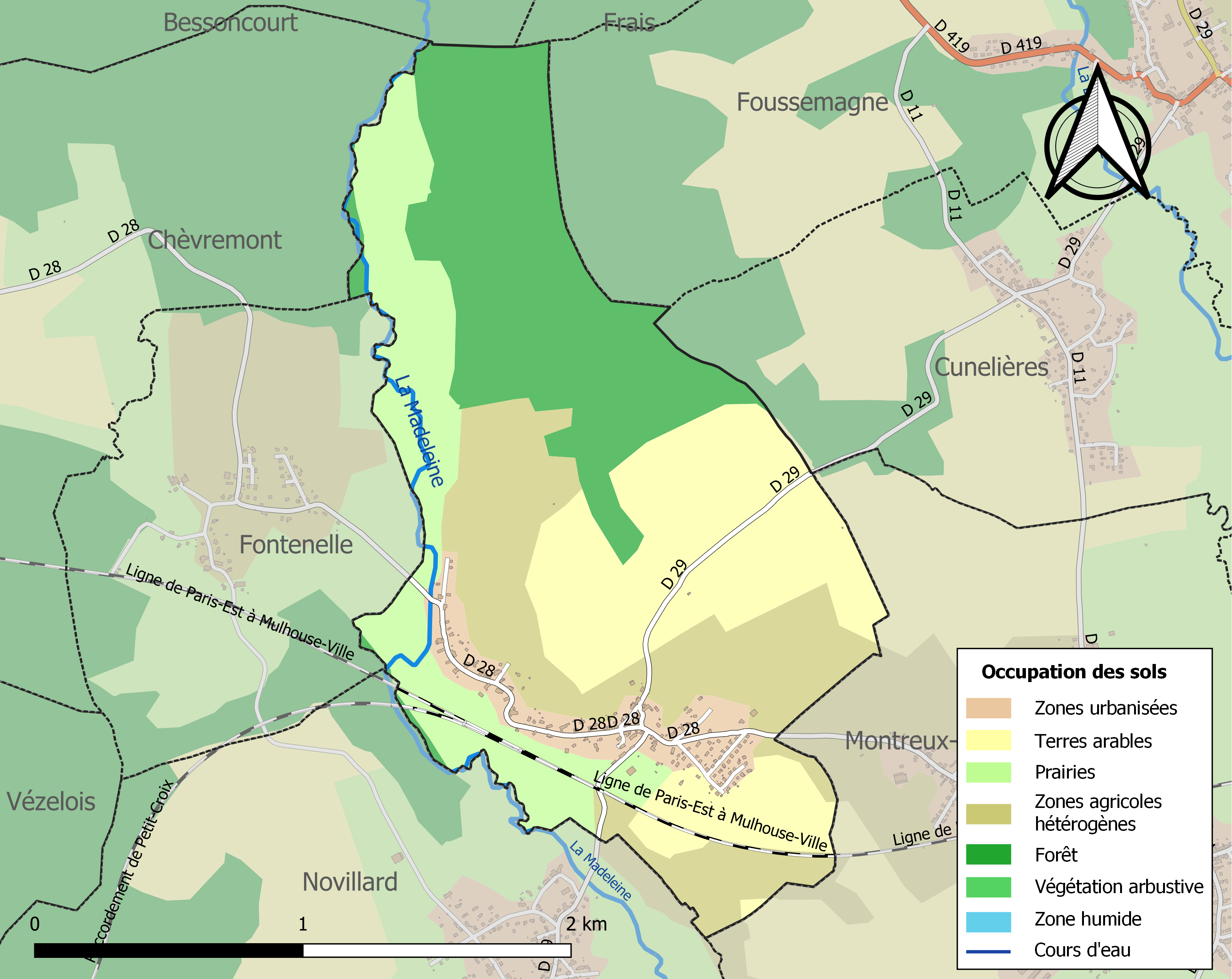
Carte des infrastructures et de l'occupation des sols de la commune en 2018 (CLC).

## Toponymie
Le nom de la localité est attesté sous les formes Capellam de Pilicors (1105), Petit Creux (1295), petit Cropt et petit gropt (1390), Bittikropff ou Pittikrop au (XVe siècle), Piticorp (1492), Petitcrocq (1613), Petitcrop (1655).

En allemand : Klein-Kreuz.
Le nom du village provient d'une erreur de compréhension : l'origine en est Petit Creux (le village est installé dans petit vallon). L'administration germanique a lu Creux comme Kreuz et a interprété le nom du village en Klein-kreuz.
 Petit-Croix est la traduction de ce Klein-kreuz.
→ voir Rombach-le-Franc pour un autre toponyme avec métanalyse des étymons franco-allemands.

## Histoire
On rencontre le nom de Pilicors pour la première fois en 1105 dans une charte signée par Ermentrude, veuve de Thierry Ier, comte de Montbéliard-Ferrette, dotant le prieuré de Froidefontaine qu'elle venait de fonder. Petit-Croix se résumait alors à une simple chapelle près de laquelle se développa un hameau rattaché à la mairie de la Haute-Assise, un des cinq districts qui composaient la seigneurie de Belfort. Au XIIIe siècle le village était partagé en deux fiefs appartenant, l'un à Richard de Belfort, l'autre au seigneur de Montreux. L'un et l'autre favorisèrent l'implantation de nouvelles exploitations. Au XIVe siècle La chapelle de Petit Cropt était devenue église paroissiale dédiée à Notre Dame. En 1441, le village est appelé Bittikropff, au XVe siècle, Bittikropff était une paroisse du décanat du Sundgau et dépendait du diocèse de Bâle car ce n'est qu'en 1782 qu'elle est rattachée au diocèse de Besançon. L'église est alors dédiée à la Nativité de la Sainte-Vierge. En 1750, le village abritait un peu plus d'une centaine d'habitants.
Le 31 août 1915, l'as de l'aviation Adolphe Pégoud fut abattu dans le ciel de Petit-Croix par un adversaire allemand et son Nieuport s'écrasa dans un champ proche de la route menant à Cunelières. Un monument placé au centre du village commémore cette fin tragique.

## Héraldique
|  | Les armes de la commune se blasonnent ainsi : D'argent à une fleurdelys de gueules; au chef d'azur chargé de trois croissants d'argent |

## Politique et administration

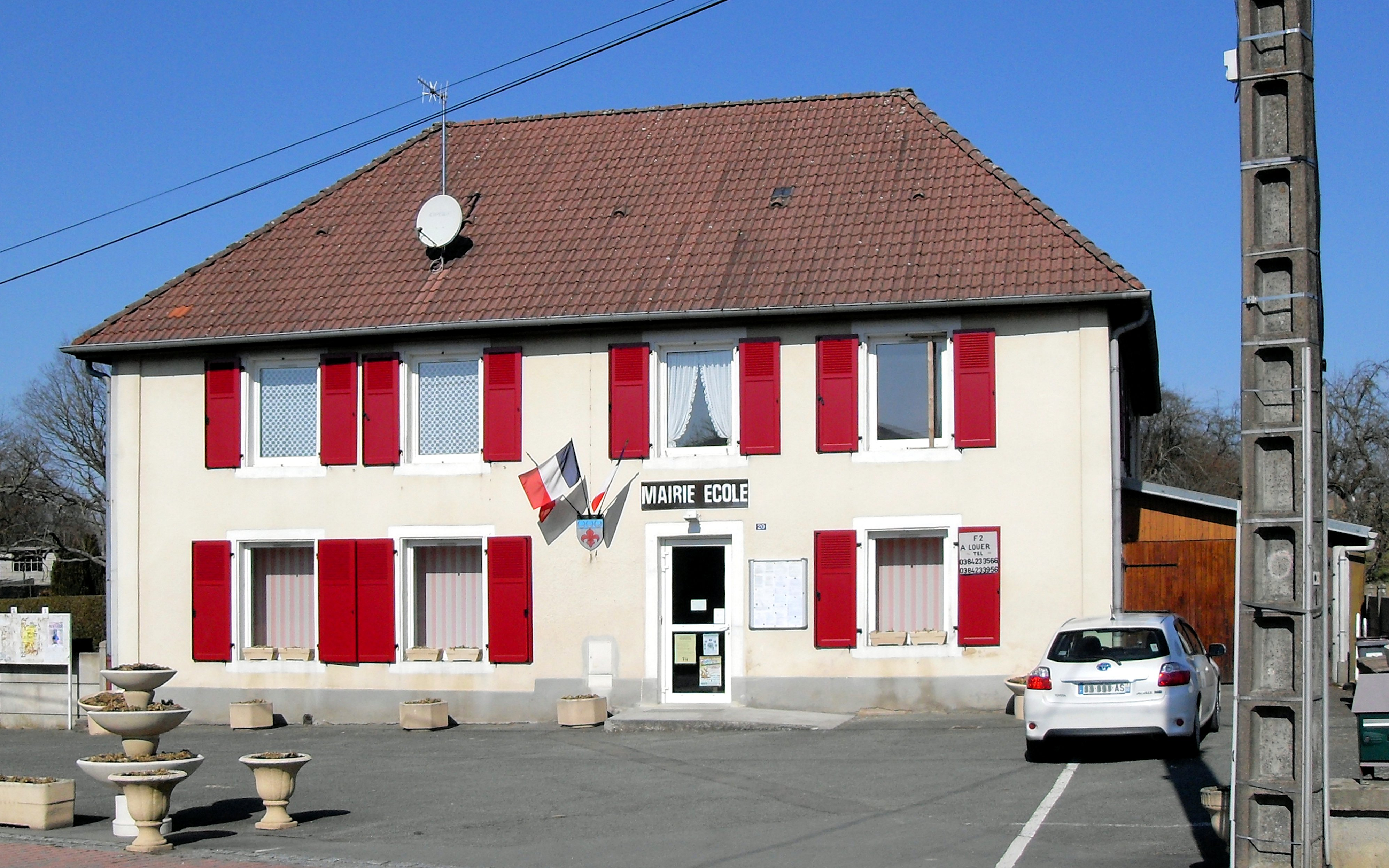
La mairie-école.

| Période                                  | Période   | Identité    | Étiquette | Qualité |
| ---------------------------------------- | --------- | ----------- | --------- | ------- |
| Les données manquantes sont à compléter. |           |             |           |         |
| mars 2001                                | mars 2008 | Paul Didier | ...       | ...     |
| mars 2008                                | En cours  | Alain Fiori | ...       | ...     |

## Population et société

### Démographie
L'évolution du nombre d'habitants est connue à travers les recensements de la population effectués dans la commune depuis 1793. Pour les communes de moins de 10 000 habitants, une enquête de recensement portant sur toute la population est réalisée tous les cinq ans, les populations de référence des années intermédiaires étant quant à elles estimées par interpolation ou extrapolation. Pour la commune, le premier recensement exhaustif entrant dans le cadre du nouveau dispositif a été réalisé en 2007.

En 2022, la commune comptait 305 habitants, en évolution de +2,35 % par rapport à 2016 (Territoire de Belfort : −2,78 %, France hors Mayotte : +2,11 %).
| 1793 | 1800 | 1806 | 1821 | 1831 | 1836 | 1841 | 1846 | 1851 |
| ---- | ---- | ---- | ---- | ---- | ---- | ---- | ---- | ---- |
| 245  | 288  | 281  | 329  | 343  | 313  | 326  | 264  | 282  |

| 1856 | 1861 | 1866 | 1872 | 1876 | 1881 | 1886 | 1891 | 1896 |
| ---- | ---- | ---- | ---- | ---- | ---- | ---- | ---- | ---- |
| 267  | 243  | 260  | 256  | 293  | 240  | 221  | 255  | 267  |

| 1901 | 1906 | 1911 | 1921 | 1926 | 1931 | 1936 | 1946 | 1954 |
| ---- | ---- | ---- | ---- | ---- | ---- | ---- | ---- | ---- |
| 212  | 220  | 217  | 204  | 204  | 203  | 204  | 168  | 156  |

| 1962 | 1968 | 1975 | 1982 | 1990 | 1999 | 2006 | 2007 | 2012 |
| ---- | ---- | ---- | ---- | ---- | ---- | ---- | ---- | ---- |
| 154  | 164  | 222  | 260  | 308  | 307  | 327  | 331  | 302  |

| 2017 | 2022 | - | - | - | - | - | - | - |
| ---- | ---- | - | - | - | - | - | - | - |
| 299  | 305  | - | - | - | - | - | - | - |

### Personnalités liées à la commune
Adolphe Pégoud, aviateur de la Première Guerre mondiale abattu au-dessus du village.

## Pour approfondir